# Rosa Deulofeu i González
Rosa Deulofeu i González (Barcelona, 29 d'abril de 1959 - Barcelona, 5 de gener de 2004) fou una divulgadora del missatge cristià entre els joves. Es dedicà a la formació de monitors i directors del lleure i participà diverses entitats.

## Biografia
Nasqué en una família cristiana dedicada al comerç tèxtil, propietaria d'una coneguda botiga de la Plaça de Sant Jaume. Participà en les activitats de la parròquia de Sant Just i Pastor i a l'esplai de la parròquia de Sant Jaume del nucli antic de Barcelona. Va estudiar a les escoles Pérez Iborra de l'Eixample i es va diplomar en Administració i Relacions Públiques. Va cursar estudis bàsics de Bíblia i teologia a la Facultat de Teologia de Catalunya.
Participà en el grup de dones laiques Clara Eulàlia, el Moviment de Centres d'Esplai Cristians (MCEC) i la Fundació Pere Tarrés. Fou delegada de joventut de l'arquebisbat de Barcelona des que la nomenà Ricard Maria Carles el 1991. Creà l'Escola de Pregària de Joves a la Catedral i l'Acció Catòlica General del Moviment de Joves Cristians. Dinamitzà jornades de trobades cristianes, organitzant l'Aplec de l'Esperit, la de la comunitat de Taizé del 28 de desembre de 2000 a l'1 de gener de 2001 a Barcelona i la trobada amb Joan Pau II del 3 al 5 de maig de 2003 a Madrid. Participà com a mare conciliar al Concili Provincial Tarraconense. També va col·laborar al programa Mar de Claror de Ràdio Estel i a Ràdio Hospitalet.
Li diagnosticaren un càncer de pulmó, que li provocà la mort el 2004. Fou enterrada al Cementiri del Poblenou (Dep. I, illa 3a, nínxol preferent 66).

## Reconeixements
Alguns amics van constituir l'associació Amics de Rosa Deulofeu el 19 d'abril de 2012.
El 20 de setembre de 2014 l'alcalde de Barcelona Xavier Trias inaugurà uns jardins amb el seu nom, als jardins de l'illa Bayer.
El 2009 el cardenal Lluís Martínez Sistach va anunciar la introducció de la causa de canonització de Rosa Deulofeu i el 2013 la Conferència Episcopal Tarraconense donà el seu vistiplau a la incoació de la causa. El 13 de juliol de 2015 es dugué a terme la sessió d'obertura diocesana de la causa de beatificació de la serventa de Déu a l'Aula Magna del Seminari Conciliar de Barcelona.